# Rocío Lladó
Rocío del Pilar Lladó Márquez (Lima, 7 de mayo de 1967) es una guionista, directora, productora y actriz cinematográfica peruano-española.

## Biografía
Rocío Lladó nació en Lima (Perú). Es hija de Zoila Márquez Villavicencio y de Miguel Alfredo Lladó Bustamante. Estudió Ciencias de la Comunicación en la Universidad de Lima y, durante toda su carrera, formó parte del grupo de teatro de ese centro de estudios. Hizo un diplomado en administración en la Universidad del Pacífico y una maestría en Educación, con mención en E-learning, en la Universidad San Martín.
En el 2001 siguió cursos de escritura de guion audiovisual en el Conservatoire Européen d’ Écriture Audiovisuelle (CEEA), de Francia y en el Cine Qua Non Lab de México. También se especializó en producción audiovisual en el LATC (Latin American Training Center) en Buenos Aires. Además, ha seguido diversos talleres de producción, dirección, actuación, dirección de actores y guion, a cargo de maestros como Alberto Ísola, Roberto Ángeles y Edgar Saba.
Trabajó como continuista (script) en diversos largometrajes estadounidenses, del productor Roger Corman, realizados en el Perú para la empresa Iguana Producciones del reconocido director Luis Llosa. Fue asistente de dirección de la directora Marianne Eyde en su largometraje La carnada, premiado por el CONACINE. 
Escribió, produjo y dirigió dos cortometrajes Papito querido (2000) y La visita (2004), ganador del premio del CONACINE. Ese mismo año realizó el documental La leyenda de la casa Matusita, sobre el origen de la leyenda de una casa “embrujada” en pleno centro de la ciudad de Lima, Perú.
En el 2007 realizó la producción ejecutiva y la dirección del largometraje Vidas paralelas, película peruana que se hizo merecedora de diversos premios. Al año siguiente, realizó la producción de la serie internacional El Dorado y en el 2010 la dirección de diversos documentales históricos para la muestra permanente del Museo Metropolitano de Lima.
En una coproducción peruano-estadounidense, estrenó en el 2014 el largometraje La Amante del Libertador, que escribió, produjo y dirigió, además de actuar en un papel secundario. Se trata de la única película peruana sobre la Emancipación, que obtuvo un premio de la Unión Latina, dos del Ministerio de Cultura y una Mención Honrosa en el FBCI (Festival Brasil de Cinema Internacional).
Actualmente trabaja en un nuevo proyecto, una película ambientada en la misma época: La toma del Real Felipe, seleccionada en Ventana Sur 2020 y en el WAWA Business Forum.

## Distinciones
Fue reconocida con el Premio Luces 2008, que otorga el Diario El Comercio, como Mejor Director de Cine. En 2012, fue distinguida por la Comisión de Cultura del Congreso de la República del Perú por su trayectoria como cineasta. También tuvo una Mención Honrosa en el concurso El cuento de las Mil Palabras organizado por la Revista Caretas y la Fundación BBVA Continental.

## Filmografía[9]

### Largometrajes
| Título                     | Año  | Crédito                                    | Nota |
| -------------------------- | ---- | ------------------------------------------ | --- |
| La carnada                 | 1999 | Asistencia de dirección                    | Película ganadora del premio de CONACINE |
| El rincón de los inocentes | 2005 | Actuación                                  | |
| Vidas paralelas            | 2008 | Producción Ejecutiva, Dirección, actuación | Segunda película más vista durante sus dos primeras semanas de estreno. Premios Luces: Mejor película y Mejor dirección. Festival de Cine de Lima: Mejor Ópera Prima. SLAFF: Mención honrosa |
| La amante del Libertador   | 2014 | Guion, Producción, Dirección, actuación    | Ganadora de dos premios del Ministerio de Cultura y uno de la Unión Latina. Mención Honrosa en el Festival Brasil de Cinema Internacional (FBCI)                                             |
| Death Race 2050            | 2016 | Dirección de la segunda unidad             | |

### Cortometrajes
| Título         | Año  | Crédito                      | Nota                                               |
| -------------- | ---- | ---------------------------- | -------------------------------------------------- |
| Papito querido | 2000 | Guion, Producción, Dirección |                                                    |
| La visita      | 2004 | Guion, Producción, Dirección | Ganador del concurso de cortometrajes del CONACINE |

### Documentales
| Título                         | Año  | Crédito                                  |
| ------------------------------ | ---- | ---------------------------------------- |
| La leyenda de la Casa Matusita | 2004 | Guion, Producción, Dirección, Conducción |
| Colegio Militar Leoncio Prado  | 2010 | Guion, Dirección, Edición                |

### Series de TV
| Título    | Año  | Crédito                |
| --------- | ---- | ---------------------- |
| El Dorado | 2009 | Jefatura de Producción |